# Kambadahalli, Mandya
Kambadahalli là một làng thuộc tehsil Mandya, huyện Mandya, bang Karnataka, Ấn Độ.